# KT테크 테이크 HD
KT테크 테이크 HD(Take HD, 프로젝트명 Spider)는 KT테크가 2011년 9월 독일에서 열린 베를린 국제가전박람회 2011 (IFA 2011)에서 공개하여 첫 선을 보였고, 2012년 1월 3일에 출시한 스마트폰이다. 출시 이전에는 스파이더폰 또는 테이크 스파이더라는 프로젝트명으로 알려져 있었으나, 최종적으로 현재의 이름으로 출시되었다. 기존의 테이크 야누스, 테이크 타키와 동일한 퀄컴 스냅드래곤 1.5 GHz 듀얼 코어 프로세서를 장착하였다. 대한민국에 출시된 스마트폰 중 베가 LTE와 함께 인치 당 픽셀 수(ppi)가 335 ppi로 가장 높다.(발표 당시) 이는 아이폰 4와 아이폰 4S에 탑재된 레티나 디스플레이의 ppi 값보다 더 높은 수치이기도 하다. 다만 최근 스마트폰에 밀려 현재로서는 갤럭시노트5인 518ppi보다 밀린다. 또한 갤럭시 노트3의 388ppi보다 밀린다.. 다만 전 스마트폰인 갤럭시 노트2의 265ppi와 노트1의 285ppi보다는 많이 앞선다. http://samsungtomorrow.com/%ED%98%84%EC%A1%B4-%EC%B5%9C%EA%B3%A0%EC%9D%98-%EB%94%94%EC%8A%A4%ED%94%8C%EB%A0%88%EC%9D%B4-%ED%95%9C%EB%B2%88-%EB%B3%B4%EC%8B%9C%EA%B2%A0%EC%8A%B5%EB%8B%88%EA%B9%8C
테이크 야누스에서 첫 선을 보였던 듀얼 스크린 기능 외에도 마우스, 자판, 모니터, 외장 메모리, 디지털 카메라 등 여러 가지 주변 기기를 연결하여 개인용 컴퓨터처럼 사용할 수 있는 OTG(On The Go) 기능을 갖추었다. 또한 유선 HDMI 단자와 무선 DLNA 기능을 통해 텔레비전이나 모니터에 연결할 수 있다.

## 주변 기기
번들로 제공되는 USB OTG 어댑터 외에도 모토로라 아트릭스나 레이저처럼 노트북 형태의 랩톱 독, 태블릿 컴퓨터 형태의 태블릿 독이나 휴대용 게임기 형태의 패드키트 등을 함께 발표하고 이들과 결합하여 사용할 수 있다고 밝혔으며, 게임패드 모양의 패드키트는 제품과 함께 출시되었지만 태블릿독과 랩톱독은 결국 발매되지 못하였다.

## 단점
- 3G 데이터 전송 최신 규격인 HSPA+를 지원하지 않는다.
- 배터리 용량이 적으며(1, 710 mAh), 배터리 소모율이 매우 높다.
- 와이파이(WiFi)에서 결함이 잦다.
- A/S가 되지 않으며, 내구성이 매우 낮다.